# Горан Чаушић
Горан Чаушић (Београд, 5. мај 1992) је српски фудбалер, који игра на средини терена.

## Клупска каријера
Чаушић је прошао млађе категорије Црвене звезде а у лето 2009. године је потписао и први професионални уговор са београдским црвено-белима. За први тим Црвене звезде није дебитовао већ је играо на позајмици у Сопоту, тада члану Српске лиге Београд. У зимском прелазном року сезоне 2011/12. је прешао у екипу Рада. Ту је провео наредних годину дана (други део сезоне 2011/12. и први део сезоне 2012/13) играјући и под тренером Марком Николићем.
У децембру 2012. године је заједно са саиграчем Андрејом Мркелом потписао за турског суперлигаша Ескишехиспор. За овај клуб је до краја сезоне 2012/13. одиграо 13 утакмица у Суперлиги Турске. За други део сезоне 2013/14. позајмљен је турском друголигашу Маниси, где  је одиграо 17 првенствених утакмица на којима је постигао три гола. Пред сезону 2014/15. вратио се у Ескишехиспор и овога пута добио већу минутажу одигравши у наредне две сезоне 50 суперлигашких утакмица на којима је постигао три гола.
У јулу 2016. је потписао уговор са шпанским прволигашем Осасуном. За Осасуну је у сезони 2016/17. одиграо 26 првенствених утакмица и постигао један гол. Ипак, клуб је заузео претпоследње место на табели Примере и тиме изгубио прволигашки статус. У јулу 2017. је потписао за руски клуб Арсенал из Туле, код тренера Миодрага Божовића. У сезони 2017/18. је одиграо 26 утакмица у Премијер лиги Русије, уз три постигнута гола. И наредну 2018/19. сезону је почео у овом клубу (одиграо пет првенствених сусрета) да би 31. августа 2018. године потписао уговор са Црвеном звездом. У дресу Црвене звезде је током сезоне 2018/19. одиграо укупно 28 утакмица, од чега пет у групној фази Лиге шампиона. Освојио је и титулу првака Србије, да би се у јулу 2019. вратио у Арсенал из Туле. Три сезоне је провео у Арсеналу из Туле након чега је потписао за тајландски Бурирам јунајтед.

## Репрезентација
Чаушић је био члан млађих селекција репрезентације Србије. Са репрезентацијом до 19 година је играо на Европском првенству 2011. године у Румунији. Са репрезентацијом до 21. године је играо на Европском првенству 2015. године које је одржано у Чешкој.

## Трофеји

### Црвена звезда
- Суперлига Србије (1) : 2018/19.